# Belinda Cordwell
Belinda Jane Cordwell (Wellington, Nueva Zelanda, 21 de septiembre de 1965) es una extenista neozelandesa, ganadora de un título de la WTA y que llegó a alcanzar el puesto número 17 del ranking femenino. También representó a su país en los Juegos Olímpicos de Seúl 1988.